# 溫淑梅
溫淑梅（1977年2月7日—），臺灣前新聞主播，籍貫山東，畢業於輔仁大學新聞傳播學系、國立臺灣大學新聞研究所碩士班，曾任職飛碟電台、News 98，後擔任東森新聞記者、主播、主持人、製作人，2018年9月1日離職，其夫為資深媒體人黃暐瀚。

## 學歷
- 聖心小學[3]
- 聖心女中[4]
- 輔仁大學新聞傳播學系、英國語文學系（輔修）
- 國立臺灣大學新聞學研究所（碩士班）

## 經歷
- 飛碟電台新聞編播
- News 98新聞編播
- 東森新聞台記者、主播、主播組組長、主持人、主持人
- 東森新聞台《攔截新聞》主持人兼任節目製作人。

## 外部連結
- 溫淑梅的Facebook專頁